# Ямальская железнодорожная компания
ОАО «Яма́льская железнодоро́жная компа́ния» — российская железнодорожная компания, созданная в 2003 году администрациями ЯНАО, Свердловской железной дорогой и ОАО «Севтюменьтранспуть».
Основное направление деятельности — эксплуатация линий Коротчаево — Новый Уренгой — Надым и Коротчаево — Новый Уренгой — Ямбург.
Проекты Ямальской железнодорожной компании:
- достройка и восстановление железнодорожной линии Обская — Салехард — Надым;
- строительство новой железнодорожной линии Полуночное — ст. Обская-2 (проект приостановлен в феврале 2012 года в связи с отсутствием достоверных данных о наличии промышленных запасов полезных ископаемых на восточном склоне Урала);
- достройка и восстановление линии Коротчаево — Игарка.

Ветка Новый Уренгой — Пангоды — Надым является восстановленной в 1970-х годах частью Трансполярной магистрали.

## Движение
- Новый Уренгой — Ямбург, ходил один пассажирский поезд раз  в два дня, но с 2015 года пассажирские поезда на этой линии не идут[2].
- В 2000-х годах были пассажирские поезда Новый Уренгой — Пангоды.

Станция Новый Уренгой — конечная для пяти поездов дальнего следования РЖД.
Коротчаево — Новый Уренгой:
- Станция Коротчаево, участок Коротчаево — Новый Уренгой. 28 декабря 1980 г.
- Станция Тихая. Станция обустроена в начале 1980-х гг.
- Станция Нартовая. Введена в эксплуатацию в феврале 1982 г.
- Станция Фарафонтьевская. Станция открыта 15 апреля 1982 г.
- Станция Новый Уренгой. Открытие станции в начале сентября 1982 г.

Новый Уренгой — Ямбург:
- Станция Ягельная — c 1979 г. (На станции произошла стыковка участка с основной сетью в 1982)
- Станция Пангоды — с 1977 г.
- Станция Надым-Пристань — с 1977 г.
- Станция Ево-Яха, открыта в первой половине 1980-х гг.
- Станция Селькупская. Станция открыта в январе 1986 г. (с 1990 временно закрыта)
- Станция Тосовэй. Станция открыта 27 июня 1986 г. (временно закрыта)
- Станция Ямбург. Станция открыта 1 января 1990 г.

## Правовое положение
Собственником инфраструктуры на участках Новый Уренгой — Ямбург и Пангоды — Надым является ПАО «Газпром»; участка Коротчаево — Пангоды — ОАО «РЖД». Объекты незавершённого строительства на этих участках были переданы в уставной капитал компании ОАО «ЯЖДК» на правах аренды.
| Наименование владельца ценных бумаг                | Доля в % уставном капитале по состоянию на: | Доля в % уставном капитале по состоянию на: | Доля в % уставном капитале по состоянию на: | Доля в % уставном капитале по состоянию на: | Доля в % уставном капитале по состоянию на: | Доля в % уставном капитале по состоянию на: |
| -------------------------------------------------- | ------------------------------------------- | ------------------------------------------- | ------------------------------------------- | ------------------------------------------- | ------------------------------------------- | ------------------------------------------- |
|                                                    | 31.12.2005                                  | 31.12.2006                                  | 31.12.2007                                  | 31.12.2008                                  | 31.12.2009                                  | 31.12.2010                                  |
| Департамент имущественных отношений ЯНАО           | 45                                          | 45                                          | 45                                          | 45                                          | 0                                           | 0                                           |
| ОАО «Корпорация Урал Промышленный — Урал Полярный» | 0                                           | 0                                           | 0                                           | 0                                           | 45                                          | 45                                          |
| ОАО «Российские железные дороги»                   | 45                                          | 45                                          | 45                                          | 45                                          | 45                                          | 45                                          |
| Я. С. Крафт                                        | 10                                          | 10                                          | 10                                          | 10                                          | 10                                          | 10                                          |

По состоянию на начало 2010 года, кроме собственной материально-технической базы, в имущественный комплекс ОАО «Ямальская железнодорожная компания» на правах аренды включено:
- участок Коротчаево — Пангоды, принадлежащий ОАО «РЖД»; участок имеет статус незавершенного строительства и состоит из земляного полотна, верхнего строения пути, оборудования и объектов недвижимости;
- участки ООО «Газпром добыча Уренгой» (состоят из земляного полотна, верхнего строения пути, искусственных сооружений, мостов, линий связи и электроснабжения и железнодорожных платформ, и имеет статус незавершенного строительства):

- Новый Уренгой — Ямбург протяженностью 236 км;
- Пангоды — Надым-Пристань протяженностью 113 км;

- имущество ОАО «Севтюментранспуть», ООО «Автотранспортная техника Севтюментранспуть» и ОАО «Северный тюменский транспортный путь», расположенное на участках Коротчаево — Н. Уренгой — Пангоды и Новый Уренгой-Ямбур (подвижный состав, технологическое оборудование, здания и сооружения, автотранспортная техника);
- производственная база в Лабытнанги;
- Поезд на линии Надым - Новый Уренгой (2014)железнодорожный вокзал на ст. Коротчаево.

С 2012 года Корпорация Урал Промышленный - Урал Полярный называется АО «Корпорация развития» 
С 2017 года Открытое акционерное общество «Ямальская железнодорожная компания» переименована в Акционерное общество «Ямальская железнодорожная компания» (АО «ЯЖДК»)

### Показатели деятельности
- В декабре 2004 года на станции Новый Уренгой введён в эксплуатацию грузовой двор. В 2006 году через грузовой двор перевезено более 60 тыс. тонн груза.
- В январе 2005 года компания ввела в эксплуатацию контейнерную площадку. В 2006 году на ней было переработано 10 тыс. контейнеров.

| Вид деятельности       | Показатель                     | 2006     | 2007      |
| ---------------------- | ------------------------------ | -------- | --------- |
| Грузовые перевозки     | грузооборот (млн т·км)         | 417,81   | 389,08    |
| Грузовые перевозки     | к пред. году                   | +23 %    | −6,9 %    |
| Грузовые перевозки     | грузов (тыс. т)                | 1 857,6  | 1 607,5   |
| Грузовые перевозки     | к пред. году                   |          | −13,5 %   |
| Пассажирские перевозки | пассажирооборот (тыс. пасс·км) | 17 473,3 | 19 455,68 |
| Пассажирские перевозки | к пред. году                   |          | +11,3 %   |
| Пассажирские перевозки | пассажиров (тыс. чел.)         | 303,1    | 337,0     |
| Пассажирские перевозки | к пред. году                   | +13 %    | +11,2 %   |

## Перспективы
Компания разрабатывает проект строительства железной дороги Обская — Полуночное вдоль восточного склона Уральских гор. Инвестиционное обоснование строительства железнодорожной трассы готовит санкт-петербургский «Ленгипротранс». Предварительно затраты составят не менее в 62 млрд рублей. Также компания предполагает восстановить заброшенный в 1953 году участок Салехард — Надым Трансполярной магистрали.
Для строительства железной дороги Обская — Полуночное и полноценного восстановления Трансполярной магистрали требуется строительство моста через Обь. Соглашение о строительстве совмещенного железнодорожного и автомобильного моста через Обь подписано в декабре 2008 года администрацией Ямало-Ненецкого автономного округа и Федеральным агентством железнодорожного транспорта.

## Интересные факты
- Линия Новый Уренгой — Ямбург, для защиты от снежных заносов, проходит по насыпи высотой 8—10 метров.[5] Для сравнения: на Норильской железной дороге поезда местами ходили в снежных выемках, закрытых сверху досками[источник не указан 4346 дней].
- В июле 1986 года начато пробное движение по железной дороге Новый Уренгой — Ямбург. Первый рабочий поезд прибыл на станцию Озерную, расположенную на 214 километре новой магистрали. Газодобытчикам доставлено оборудование, дорожные плиты, трубы. Правительством страны принято решение обустраивать и эксплуатировать Ямбургское нефтегазоконденсатное месторождение вахтовым методом. В коллективе разрабатывалось положение о вахте.[6]